# Bondshoofdstad
Een Bondshoofdstad (Duits: Bundeshauptstadt, Frans: Capitale fédérale, Engels: Federal Capital) is de hoofdstad van een bondsrepubliek. Twee voorbeelden hiervan zijn Berlijn als Bondshoofdstad én deelstaat (Bundesland) van Duitsland en Washington, D.C. als hoofdstad en federaal district van de Verenigde Staten.

## Duitsland
De hoofdstad van de Bondsrepubliek Duitsland is sinds de Duitse hereniging in 1990 Berlijn. Hiervoor was Bonn de hoofdstad (tegenwoordig heeft deze de bijzondere titel Bundesstadt, omdat er toch nog steeds regeringsonderdelen daar zetelen). Oost-Berlijn fungeerde in de DDR als hoofdstad. Het officiële spraakgebruik daar was „Berlin, Hauptstadt der DDR“. Berlijn is sinds 1999 weer het centrum voor een groot aantal federale organen van het land. Het is de woonplaats voor de Bondspresident en de Bondskanselier. Verder zetelen er ook de Bondsraad, de Bondsregering en natuurlijk de Bondsdag (in het Rijksdaggebouw).
In 2006 is Berlijn specifiek als Bondshoofdstad van Duitsland in de grondwet verankerd en dus beschermd.

## Oostenrijk
In de Federale Republiek Oostenrijk is Wenen de Bondshoofdstad. Deze ligt ook in de belangrijkste deelstaat van het land en is ook de grootste stad van het land.

## Zwitserland
In Zwitserland is er officieel, volgens de grondwet, geen hoofdstad. Echter is het wel zo dat Bern deze functie de facto sinds 1848 vervult. Deze heeft officieel de bijzondere titel 'Bondshoofdstad'. Onder andere zou een reden voor deze afwijkende regeling kunnen zijn dat er in Zwitserland meerdere officiële landstalen gesproken worden.

## Lijst van Bondshoofdsteden in de wereld
- Argentinië: Ciudad Autónoma de Buenos Aires, voorheen 'Capital federal'
- Oostenrijk: Wenen
- Australië: Canberra
- België: Brussel
- Brazilië: Brasilia
- Bondsrepubliek Duitsland: Berlijn
- Russische Federatie: Moskou
- Mexico: Mexico-Stad
- Zwitserland: Bern
- Venezuela: Caracas
- Verenigde Staten: Washington, D.C.